# Africa Movie Academy Award du meilleur maquillage
Africa Movie Academy Award du meilleur maquillage est un mérite annuel décerné par l'Africa Film Academy pour récompenser la meilleure transformation d'un film de l'année.
| Meilleur maquillage | Meilleur maquillage         | Meilleur maquillage | Meilleur maquillage |
| Année               | Film                        | Maquillage par      | Resultat            |
| ------------------- | --------------------------- | ------------------- | ------------------- |
| 2005                | Yesterday                   |                     | Lauréat             |
| 2005                | Eye of the Gods             |                     | Nomination          |
| 2005                | Games Women Play            |                     | Nomination          |
| 2006                | My Mother's Heart           |                     | Lauréat             |
| 2006                | Eagle's Bride               |                     | Nomination          |
| 2006                | Secret Adventure            |                     | Nomination          |
| 2006                | Rising Moon                 |                     | Nomination          |
| 2007                | Azima                       |                     | Lauréat             |
| 2007                | Maroko                      |                     | Nomination          |
| 2007                | Covenant Church             |                     | Nomination          |
| 2007                | The Amazing Grace           |                     | Nomination          |
| 2008                | Princess Tyra               |                     | Lauréat             |
| 2008                | New Jerusalem               |                     | Nomination          |
| 2008                | Mirror of Beauty            |                     | Nomination          |
| 2008                | African Soldier             |                     | Nomination          |
| 2008                | Across the Niger            |                     | Nomination          |
| 2009                | Live to Remember            |                     | Lauréat             |
| 2009                | Agony of the Christ         |                     | Nomination          |
| 2009                | From a Whisper              |                     | Nomination          |
| 2009                | The Assassin                |                     | Nomination          |
| 2009                | Ase n’tedumare              |                     | Nomination          |
| 2010                | The Child                   |                     | Lauréat             |
| 2010                | I Sing of a Well            |                     | Nomination          |
| 2010                | Heart of Men                |                     | Nomination          |
| 2010                | The King is Mine            |                     | Nomination          |
| 2010                | Fulani                      |                     | Nomination          |
| 2011                | Sinking Sands               |                     | Lauréat             |
| 2011                | Viva Riva!                  |                     | Nomination          |
| 2011                | Inale                       |                     | Nomination          |
| 2011                | A Private Storm             |                     | Nomination          |
| 2011                | A Small Town Called Descent |                     | Nomination          |
| 2012                | Shattered                   |                     | Lauréat             |
| 2012                | Rugged Priest               |                     | Nomination          |
| 2012                | Adesuwa                     |                     | Nomination          |
| 2012                | State Research Bureau       |                     | Nomination          |
| 2012                | Somewhere in Africa         |                     | Nomination          |
| 2013                | The Meeting                 |                     | Lauréat             |
| 2013                | The Twin Sword              |                     | Nomination          |
| 2013                | Elelwani                    |                     | Nomination          |
| 2013                | Ninah’s Dowry               |                     | Nomination          |
| 2013                | Okoro The Prince            |                     | Nomination          |
| 2013                | Uhlanga the Mark            |                     | Nomination          |
| 2014                | Once Upon A Road Trip       |                     | Lauréat             |
| 2014                | A Mile from Home            |                     | Nomination          |
| 2014                | Apaye                       |                     | Nomination          |
| 2014                | Felista Fable               |                     | Nomination          |
| 2014                | Potomanto                   |                     | Nomination          |
| 2019                | The Mercy of the Jungle     |                     | Lauréat             |
| 2019                | Veronica's Wish             | Joan Nantege        | Nomination          |
| 2019                | Make Room                   |                     | Nomination          |
| 2019                | The Burial of Kojo          |                     | Nomination          |
| 2019                | Before the Vows             |                     | Nomination          |
| 2019                | Gold Statue                 |                     | Nomination          |
| 2019                | Sew the Winter to My Skin   |                     | Nomination          |
| 2020                | The Milkmaid                | Rahila Manga        | Lauréat             |
| 2020                | Knuckle City                |                     | Nomination          |
| 2020                | Ratnik                      |                     | Nomination          |
| 2020                | 1929                        |                     | Nomination          |
| 2020                | Heroes of Africa            |                     | Nomination          |
| 2021                | Fried Barry                 |                     | En attente          |
| 2021                | Tecora                      |                     | En attente          |
| 2021                | The Gravedigger’s Wife      |                     | En attente          |
| 2021                | The Takers                  |                     | En attente          |
| 2021                | Mission To Rescue           |                     | En attente          |